# Ruta Estatal de California 32
La Ruta Estatal de California 32, y abreviada SR 32 (en inglés: California State Route 32) es una carretera estatal estadounidense ubicada en el estado de California. La carretera inicia en el Oeste desde la I 5     en Orland hacia el Este en la SR 36  , SR 99   cerca de Chester. La carretera tiene una longitud de 119,7 km (74.387 mi).

## Mantenimiento
Al igual que las autopistas interestatales, y las rutas federales y el resto de carreteras estatales, la Ruta Estatal de California 32 es administrada y mantenida por el Departamento de Transporte de California por sus siglas en inglés Caltrans.

## Cruces
La Ruta Estatal de California 32 es atravesada principalmente por la  SR 45  SR 99   en Hamilton City y Chico.
| Condado | Localidad     | Miliario   | Destinos                                       | Notas                           |
| --- | ------------- | ---------- | ---------------------------------------------- | ------------------------------- |
| Glenn GLE L0.00-10.91 | Orland        | L0.00      | Newville Road – Newville                       | Continuación más allá de la I-5 |
| Glenn GLE L0.00-10.91 | Orland        | L0.00      | I 5 – Redding, Sacramento                      | Interchange                     |
| Glenn GLE L0.00-10.91 | Orland        | 0.00       | BL 5 (6th Street)                              | Antigua US 99W                  |
| Glenn GLE L0.00-10.91 | Hamilton City | 9.63       | SR 45 sur – Colusa                             |                                 |
| Butte BUT 0.00-37.75 |               |            | Hamilton Nord Cana Highway – Nord              |                                 |
| Butte BUT 0.00-37.75 |               | 6.24       | North Lindo Avenue, East Avenue a SR 99        |                                 |
| Butte BUT 0.00-37.75 | Chico         | 9.08       | · SR-Bus 99 (Main Street) – Downtown Chico     |                                 |
| Butte BUT 0.00-37.75 | Chico         | 10.19      | SR 99 – Red Bluff, Paradise, Sacramento        | Interchange                     |
| Butte BUT 0.00-37.75 | Chico         | 11.01      | Forest Avenue                                  |                                 |
| Butte BUT 0.00-37.75 | Chico         | 11.70      | Bruce Road                                     |                                 |
| Tehama TEH 0.00-2.71 | Sin cruces    | Sin cruces | Sin cruces                                     | Sin cruces                      |
| Butte BUT 2.71-4.70 | Sin cruces    | Sin cruces | Sin cruces                                     | Sin cruces                      |
| Tehama TEH 4.70-R24.88 |               | R24.88     | SR 36 SR 89 – Lassen Park, Chester, Susanville |                                 |
| 1.000 mi = 1.609 km; 1.000 km = 0.621 mi Cerrada/Antigua • Terminal concurrente • Acceso incompleto • Propuesta/Sin abrir |               |            |                                                |                                 |